# Asienspiele 1994/Badminton
Titelträger im Badminton wurden bei den Asienspielen 1994 in Hiroshima in fünf Einzel- und zwei Mannschaftsdisziplinen ermittelt. Die Wettbewerbe wurden im Tsuru Memorial Gymnasium vom 7. bis zum 15. Oktober 1994 ausgetragen.

## Medaillengewinner
| Disziplin        | Gold | Silber | Bronze |
| ---------------- | --- | --- | --- |
| Herreneinzel     | Heryanto Arbi | Joko Suprianto | Dong Jiong |
| Herreneinzel     | Heryanto Arbi | Joko Suprianto | Kim Hak-kyun |
| Dameneinzel      | Bang Soo-hyun | Hisako Mizui | Susi Susanti |
| Dameneinzel      | Bang Soo-hyun | Hisako Mizui | Ye Zhaoying |
| Herrendoppel     | Ricky Subagja Rexy Mainaky | Cheah Soon Kit Soo Beng Kiang                                                                                            | Chen Kang Chen Hongyong                                                                                              |
| Herrendoppel     | Ricky Subagja Rexy Mainaky | Cheah Soon Kit Soo Beng Kiang                                                                                            | Jiang Xin Huang Zhanzhong                                                                                            |
| Damendoppel      | Shim Eun-jung Jang Hye-ock | Chung So-young Gil Young-ah                                                                                              | Ge Fei Gu Jun |
| Damendoppel      | Shim Eun-jung Jang Hye-ock | Chung So-young Gil Young-ah                                                                                              | Tomomi Matsuo Kyoko Sasage                                                                                           |
| Mixed            | Yoo Yong-sung Chung So-young | Kang Kyung-jin Jang Hye-ock                                                                                              | Yap Kim Hock Lee Wai Leng                                                                                            |
| Mixed            | Yoo Yong-sung Chung So-young | Kang Kyung-jin Jang Hye-ock                                                                                              | Rudy Gunawan Eliza Nathanael                                                                                         |
| Herrenmannschaft | Indonesien Heryanto Arbi Rudy Gunawan Rexy Mainaky Ricky Subagja Bambang Suprianto Joko Suprianto Hermawan Susanto Ardy Wiranata | Südkorea Lee Kwang-jin Park Sung-woo Kim Hak-kyun Ahn Jae-chang Lee Suk-ho Kang Kyung-jin Yoo Yong-sung Ha Tae-kwon      | Volksrepublik China Chen Hongyong Chen Kang Chen Xingdong Dong Jiong Huang Zhanzhong Jiang Xin Lin Liwen Liu Jianjun |
| Herrenmannschaft | Indonesien Heryanto Arbi Rudy Gunawan Rexy Mainaky Ricky Subagja Bambang Suprianto Joko Suprianto Hermawan Susanto Ardy Wiranata | Südkorea Lee Kwang-jin Park Sung-woo Kim Hak-kyun Ahn Jae-chang Lee Suk-ho Kang Kyung-jin Yoo Yong-sung Ha Tae-kwon      | Malaysia Muralidesan Krishnamurthy Ong Ewe Hock Pang Chen Soo Beng Kiang Tan Kim Her Yap Kim Hock                    |
| Damenmannschaft  | Südkorea Bang Soo-hyun Ra Kyung-min Kim Ji-hyun Chung So-young Gil Young-ah Shim Eun-jung Jang Hye-ock Lee Heung-soon            | Indonesien Finarsih Yuni Kartika Eliza Nathanael Ika Heny Nursanti Zelin Resiana Yuliani Santosa Susi Susanti Lili Tampi | Volksrepublik China Chen Ying Ge Fei Gu Jun Han Jingna Tang Jiuhong Wu Yuhong Yao Yan Ye Zhaoying                    |
| Damenmannschaft  | Südkorea Bang Soo-hyun Ra Kyung-min Kim Ji-hyun Chung So-young Gil Young-ah Shim Eun-jung Jang Hye-ock Lee Heung-soon            | Indonesien Finarsih Yuni Kartika Eliza Nathanael Ika Heny Nursanti Zelin Resiana Yuliani Santosa Susi Susanti Lili Tampi | Japan Tokiko Hirota Takako Ida Yuko Koike Tomomi Matsuo Aiko Miyamura Hisako Mizui Yasuko Mizui Kyoko Sasage         |

## Medaillenspiegel
| Platz | Land                | Gold | Silber | Bronze | Gesamt |
| ----- | ------------------- | ---- | ------ | ------ | ------ |
| 1     | Südkorea            | 4    | 3      | 1      | 8      |
| 2     | Indonesien          | 3    | 2      | 2      | 7      |
| 3     | Japan               | 0    | 1      | 2      | 3      |
| 3     | Malaysia            | 0    | 1      | 2      | 3      |
| 5     | Volksrepublik China | 0    | 0      | 7      | 7      |